# صادق (خواننده)
صادق واحدی (زاده ۷ اردیبهشت ۱۳۶۹) خواننده و ترانه‌نویس اهل ایران است که در سبک رپ و هیپ هاپ فعالیت می‌کند. او قبل از آشنایی با حصین به سبک رپ و هیپ هاپ علاقه فراوانی داشت و به ترانه‌نویسی در این سبک مشغول بود و بعد از آشنایی با حصین فعالیت حرفه‌ای خودرا در این سبک با انتشار آهنگ «جفت‌کفش» شروع کرد و همچنین او نقش مهمی در تأسیس گروه موسیقی کاغذ داشت.

## زندگی‌نامه و آغاز فعالیت
صادق واحدی با نام هنری صادق در دههٔ ۱۳۶۰ در تهران متولد شد. او فعالیت هنری خود را از اواخر دههٔ ۱۳۸۰ آغاز کرد و با انتشار آثاری با مضامین احساسی، فلسفی و اجتماعی، به یکی از چهره‌های متفاوت در رپ فارسی تبدیل شد.
صادق در ابتدای مسیر خود با هنرمندانی همچون حصین همکاری‌هایی داشت اما در ادامه، سبک خاص و مستقل خود را دنبال کرد. ترانه‌های او معمولاً با حال و هوای درون‌گرایانه، دغدغه‌های ذهنی و موضوعات روان‌شناختی همراه هستند که باعث شده مخاطبان خاص‌پسندتری جذب آثار او شوند.

## دستگیری در ارمنستان
در فوریه ۲۰۱۳ او و حصین به دلیل حمل مواد مخدری چون ماری جوانا در ارمنستان دستگیر شدند. حصین بعد از چند ساعت آزاد شد ولی صادق تا روز دادگاه درحبس ماند و صادق به حصین گفته بود دیگر علاقه‌ای به همکاری با او ندارد و به این دلیل صادق از کاغذ رکوردز جدا شد.

## ترانه‌شناسی

### صبح بخیر ایران[نیازمند منبع]
صبح‌بخیر ایران اولین آلبوم رسمی صادق است که دارای شش ترک می‌باشد، که با همراهی حصین و پورنام و تنظیم این آلبوم را علی مجیدی انجام داده است.
| نام‌ترانه      | ترانه‌سرا | آهنگساز | تنظیم     | یادداشت          |
| ------------- | -------- | ------- | --------- | ---------------- |
| آخرین شانس    |          |         | علی مجیدی | با همراهی پورنام |
| آسمون         |          |         | علی مجیدی | با همراهی حصین   |
| جفت کفش       |          |         | علی مجیدی | با همراهی حصین   |
| سنگین         |          |         | علی مجیدی | با همراهی حصین   |
| نمک‌نشناس      |          |         |           |                  |
| صبح‌بخیر ایران |          |         | علی مجیدی |                  |

### شبا، ردپا، تنهایی[نیازمند منبع]
شبا، ردپا، تنهایی حاصل همکاری صادق و حصین است، این آلبوم شامل سه ترک با موضوعات اجتماعی می‌باشد که با تنظیم محمد تی‌دی انجام شده است. این آلبوم در نوزده بهمن ۱۳۹۰ منتشر شد.
| نام‌ترانه | ترانه‌سرا | آهنگساز | تنظیم | یادداشت        |
| -------- | -------- | ------- | ----- | -------------- |
| شبا      |          |         | t-day | با همراهی حصین |
| ردپا     |          |         | t-day | با همراهی حصین |
| تنهایی   |          |         | t-day | با همراهی حصین |

### کسی بنام خدا[نیازمند منبع]
کسی بنام خدا سومین آلبوم صادق است که با همراهی حصین، سوگند و اندیش در سال ۱۳۹۱ منتشر شد. این آلبوم شامل سه ترک می‌باشد.
| نام‌ترانه   | ترانه‌سرا | آهنگساز     | تنظیم | یادداشت                |
| ---------- | -------- | ----------- | ----- | ---------------------- |
| برد و باخت |          | پوریا بهاور |       | با همراهی حصین و سوگند |
| نمی‌دونم    |          |             |       | با همراهی اندیش        |
| استرس      |          |             |       |                        |

### سرباز خدا
سرباز خدا چهارمین آلبوم استدیویی صادق در سبک هیپ‌هاپ است، که با حضور خوانندگانی چون حصین، سوگند، جاستینا و اندیش به صورت رایگان از لیبل کاغذ رکوردز در بهمن ماه سال ۱۳۹۱ پخش شد. این آلبوم دارای ۶ ترک است که تنظیم آن بر عهدهٔ استادان رکوردز بود.
| نام‌ترانه  | ترانه‌سرا      | آهنگساز     | تنظیم | یادداشت           |
| --------- | ------------- | ----------- | ----- | ----------------- |
| اینترو    | صادق          | پوریا بهاور |       |                   |
| آدمک      | صادق          | پوریا بهاور |       |                   |
| کما       | صادق، حصین    |             |       | با همراهی حصین    |
| استثنا    | صادق، اندیش   | پوریا بهاور |       | با همراهی اندیش   |
| آینه      | صادق، سوگند   | پوریا بهاور |       | با همراهی سوگند   |
| اوج پرواز | صادق، جاستینا | پوریا بهاور |       | با همراهی جاستینا |

### پرورش[نیازمند منبع]
پرورش نام آلبوم پنجم وی است که با همکاری T-dey در بهمن ۱۳۹۲ به بیرون عرضه شد. تاریخ عرضه این آلبوم در بهمن ۹۲ به سرپرستی کمپانی ۱۳ بیرون آمد. پخش این آلبوم بعد از آلبوم تبر در ۹۲/۱۱/۱۳ بود که صادق در آلبوم تبر نیز حضور داشت و آهنگ خونهٔ بی سقف را خواند. آلبوم پرورش دارای سه ترک است.
| نام‌ترانه    | ترانه‌سرا | آهنگساز | تنظیم | یادداشت         |
| ----------- | -------- | ------- | ----- | --------------- |
| نمایشی ساده | صادق     |         |       | با همراهی T-dey |
| خالصانه     | صادق     |         |       | با همراهی T-dey |
| سایه        | صادق     |         |       | با همراهی T-dey |

| نام آلبوم «ep» | پرورش                             |
| تاریخ انتشار   | بهمن ۹۲                           |
| همراهان        | T-dey در هر تمامی آهنگ‌ها          |
| آهنگ‌ها         | ۱. نمایشی ساده 1. خالصانه 2. سایه |
| تعداد آهنگ‌ها   | سه                                |
| کمپانی سرپرست  | کمپانی ۱۳                         |

### بال[نیازمند منبع]
آلبوم بال ششمین آلبوم استودیویی صادق است که در بیست و ششم شهریور سال نود و پنج منتشر شد، همچنین این اولین آلبوم اوست که تنها خودش در ان اجرا داشته و هیچ خواننده مهمان دیگری در ان حضور نداشته. آلبوم بال شامل ۵ ترک است.
| شماره      | نام             | نویسنده(ها) | مدت   |
| ---------- | --------------- | ----------- | ----- |
| ۱.         | «پر»            | صادق        | ۳:۴۶  |
| ۲.         | «جادو»          | صادق        | ۳:۱۸  |
| ۳.         | «الف. خ»        | صادق        | ۳:۲۲  |
| ۴.         | «رفیق با تشدید» | صادق        | ۲:۱۶  |
| ۵.         | «جزیره»         | صادق        | ۳:۱۶  |
| مجموع مدت: | مجموع مدت:      | مجموع مدت:  | ۱۲:۵۸ |

### پرسپکتیو[نیازمند منبع]
پرسپکتیو این آلبوم با شش ترک در ۱۹ اسفند ۱۳۹۹ منتشر شد، که هر دوشنبه یک ترک عرضه شد.
| نام‌ترانه                    | ترانه‌سرا | آهنگساز | تنظیم | یادداشت |
| --------------------------- | -------- | ------- | ----- | ------- |
| پول و قدرت                  | صادق     |         |       |         |
| بی‌صدا بی‌صورت                | صادق     |         |       |         |
| زالوها خون دل می‌خورند       | صادق     |         |       |         |
| تو حیات نباشه وحش           | صادق     |         |       |         |
| یه سری تو یه سری            | صادق     |         |       |         |
| نهنگ تو حوض همون ماهی قرمزه | صادق     |         |       |         |

### نشد بگم ۱۴۰۲
| نام‌ترانه   | ترانه‌سرا              | آهنگساز       | تنظیم      | یادداشت                                      |
| ---------- | --------------------- | ------------- | ---------- | -------------------------------------------- |
| هم خرابه   | صادق                  | پدرام آزاد    | پدرام آزاد |                                              |
| برای دشمن  | صادق                  | Shadowofra    | پدرام آزاد |                                              |
| برای دوست  | صادق                  | محمد صالح نیا | پدرام آزاد |                                              |
| جن         | صادق                  | Shadowofra    | پدرام آزاد |                                              |
| نمونه      | صادق                  | محمد صالح نیا | پدرام آزاد | در این اثر از رباعیات مولانا استفاده شده است |
| جاتون خالی | صادق پدرام آزاد فرهاد | امیر لواسانی  | پدرام آزاد |                                              |
| فعلا       | صادق                  |               |            |                                              |